# 拉洛沃
48°24′14″N 22°48′37″E / 48.40389°N 22.81028°E
拉洛沃（烏克蘭語：Лалово），是烏克蘭的村落，位於該國西部外喀爾巴阡州，由穆卡切沃區負責管轄，始建於1378年，面積1.7平方公里，海拔高度129米，2001年人口965，人口密度每平方公里566.31人。